# Milo (Software)
Milo ist eine Implementierung des OPC-UA-Standards, der in der Automatisierungsindustrie eine wichtige Rolle spielt. Er steht innerhalb des Projekts Eclipse IoT unter der Schirmherrschaft der Eclipse Foundation. Es wird sowohl Server- als auch Client-Funktionalität in jeder JVM-kompatiblen Programmiersprache geboten. Ziel ist die herstellerübergreifende Konnektivität und Interoperabilität zwischen industriellen Systemen.